# Clarbec
Clarbec település Franciaországban, Calvados megyében. Lakosainak száma 321 fő (2022. január 1.). Clarbec Beaumont-en-Auge, Bonnebosq, Drubec, Formentin, Reux, Saint-Hymer és Valsemé községekkel határos.

## Népesség
A település népességének változása:
| Lakosok száma | 309  | 251  | 264  | 344  | 380  | 370  | 360  | 342  | 331  | 321  |
|               | 1968 | 1982 | 1990 | 2006 | 2013 | 2015 | 2017 | 2019 | 2020 | 2022 |